# Bulbophyllum lineolatum
Bulbophyllum lineolatum é uma espécie de orquídea (família Orchidaceae) pertencente ao gênero Bulbophyllum. Foi descrita por Schltr. em 1913.